# 秀行 (呼出)
秀行（ひでゆき、1976年（昭和51年）4月3日 - ）は、大相撲の元十両呼出。本名は塩原 紀之。千葉県出身。北の湖部屋所属。
幕下呼出までは土俵を務めたが、十両呼出への昇進が決まったものの、十両呼出として土俵を務める前に退職したため、十両呼出として土俵を務めることはなかった。

## 履歴
- 1993年3月場所 - 初土俵。
- 1994年7月場所 - 呼出の番付制導入により、序ノ口呼出となる。
- 1996年1月場所 - 序二段呼出に昇進。
- 1999年7月場所 - 三段目呼出に昇進。
- 2002年1月場所 - 幕下呼出に昇進。
- 2003年12月 - 退職。
- 2004年1月場所 - 十両呼出に昇進（番付上のみ）。